# シュフラン級原子力潜水艦
| シュフラン級原子力潜水艦 | シュフラン級原子力潜水艦                           |
| ------------------------ | -------------------------------------------------- |
|                          |                                                    |
| 艦級概観                 |                                                    |
| 艦種                     | 攻撃型原子力潜水艦                                 |
| 艦名                     |                                                    |
| 計画名                   | Type Barracuda                                     |
| 前級                     | リュビ級原子力潜水艦                               |
| 次級                     |                                                    |
| 性能諸元                 |                                                    |
| 排水量                   | 水上:4,765トン 水中:5,300トン                      |
| 全長                     | 99 m                                               |
| 全幅                     | 8.8 m                                              |
| 吃水                     | 7.3 m                                              |
| 機関                     | 原子炉ターボ・エレクトリック方式ポンプジェット推進 |
| 最大速力                 | 23 kt (45 km/h)                                    |
| 航続距離                 |                                                    |
| 乗員                     | 60名                                               |
| 兵装                     | SCALP エグゾセ F21魚雷用533魚雷発射管4基           |

シュフラン級原子力潜水艦（シュフランきゅうげんしりょくせんすいかん、Classe Suffren）はフランス海軍の攻撃型原子力潜水艦である。リュビ級原子力潜水艦を置き換える目的でDCNS（Direction des Constructions Navales Services）により設計された。製造元は本級をバラクーダ型（Type Barracuda）と称している。
また通常動力派生版のブラックソードバラクーダがオランダ海軍においてワルラス級の後継のOrka級潜水艦として建造されている。

## 概要
シュフラン級にはル・トリオンファン級原子力潜水艦で培われたポンプジェット推進を含む技術が採用される予定である。同級には魚雷発射管発射式長距離巡航ミサイル（MdCN）の搭載が予定されており、船尾にはX舵が搭載されることになっている。通常動力型潜水艦アゴスタ級潜水艦ベースの小規模艦だった前級のリュビ級原子力潜水艦より、排水量は概ね倍増している。
フランス海軍の原子力潜水艦はながらくもっぱらターボ・エレクトリック方式による推進システムを採用してきたが、シュフラン級原子力潜水艦においては、巡航時は静粛なタービンエレクトリック方式で、高速力が必要な場合はギアド・タービン方式とするハイブリッド方式を採用することにより、2つの方式の弱点（ギアド・タービン方式は騒音レベルが高い、ターボ・エレクトリック方式は静粛だが出力に劣る）を克服することを試みている。巡航と高速がそれぞれどの程度の範囲の速力を指すのか具体的には明らかになっていないが、大半の範囲の速力はターボ・エレクトリック方式で実現し、最高速力までのごく限られた範囲の実をギアード・タービン方式で達成するものと考えられている:92。またフランスにおける独自性のある設計として、米・英・ロなどの他の原潜保有国が、潜水艦用原子炉の燃料として、30～40年にわたる就役期間中の燃料交換が不要な高濃縮ウラン燃料（濃縮率90％前後の兵器級グレード）を採用するのに対し、シュフラン級では、フランスの民間の原子力発電所で用いられているのと同程度の濃縮率7.5%の核燃料を採用しており、10年程度の間隔での燃料交換が必要になる（ただし、高濃縮ウランの精製施設が不要になるというメリットがある）:90。
2006年12月12日、フランス政府は6隻のシュフラン級の導入に79億ユーロを計上した。船体を建造するDCNSと原子力機関を建造するAreva-Technicatomeに充当される。DGAは「下請けとして外国企業の入札参加を初めて受け入れる。」としている。1番艦は2016年に就役する予定であったが、実際に竣工式を迎えたのですら2019年7月12日で、その時点で就役は2020年を予定しており、実際には海軍への引渡しは2020年11月7日、就役は2022年6月になった。
DCNSの本級の計画監督者であるAlain Aupetitは「1番艦と2番艦の就役には2年半の間隔が生じるが、その後は2年毎となり、最終艦は2026年に就役する予定である。」としていたが、1番艦の遅延が影響するものと思われる。
艦名は、1番艦がシュフラン（Suffren）とされ、以下、デュゲイ・トルーアン（Duguay-Trouin）、トゥールヴィル（Tourville）、デュケーヌ（Duquesne）、ド・グラース（De Grasse）、デュプティ・トゥアール（Dupetit-Thouars）となっている。
コリンズ級潜水艦更新計画において、フランスの通常動力版のシュフラン級ブロック 1Aが提案され、2016年4月26日にオーストラリア政府から正式に選定することが発表されていたが、AUKUSによりこの計画は破棄されている。

## 通常動力型 (ブロック1A)
| シュフラン級潜水艦ブロック1A | シュフラン級潜水艦ブロック1A                                                                                         |
| ---------------------------- | --- |
|                              | |
| 艦級概観                     | |
| 艦種                         | 攻撃型通常動力潜水艦                                                                                                 |
| 艦名                         | |
| 計画名                       | Type Shortfin Barracuda Block 1A                                                                                     |
| 前級                         | コリンズ級潜水艦 |
| 次級                         | |
| 性能諸元                     | |
| 排水量                       | 水中:4,000トン以上                                                                                                   |
| 全長                         | 97m |
| 全幅                         | |
| 吃水                         | |
| 機関                         | ディーゼル発電機 x 4 7 MW (9,400 hp) 永久磁石電動機 ポンプジェット推進                                               |
| 最大速力                     | |
| 航続距離                     | 18,000 nm |
| 行動時間                     | 潜水状態で90日 |
| 乗員                         | 60名 + 特殊部隊12名                                                                                                  |
| 兵装                         | 533mm 魚雷発射管 8本 以下のいずれかを組み合わせて28本搭載可 Mk48魚雷 UGM-84 ハープーン Mk III ストーンフィッシュ機雷 |

DCNSはオーストラリアのコリンズ級潜水艦更新計画に対してシュフラン級を通常動力化したシュフラン級ブロック1A (計画名:Shortfin Barracuda Block 1A) を提案した。
ドイツの216型、日本のそうりゅう型と競合しており、当初はティッセン・クルップ社が212型に搭載されているAIPシステムそのもののオーストラリアへの技術供与と、建造後に生じたコスト増加分は全て会社側が負担するという費用固定での費用見積りを提示している点が評価されて、216型が最有力候補になっているとされていたが、2016年4月26日にシュフラン級ブロック 1Aが選定された。契約金額は500億オーストラリアドルだったが、2019年末時点で800億オーストラリアドルに膨れ上がっているとする報道がある。他の候補はいずれも就役している潜水艦だったのに対して潜水艦の建造経験の浅いASCで概念のみで建造実績のない潜水艦が建造できるのか危惧する声もある。当初計画では建造開始は2020年または2021年の予定であったが、作業は遅延しており2023年からの建造が予定されている。
2018年12月に艦級名をアタック(Attack)、1番艦名をHMAS Attackとすることが決定した。
2021年9月15日、アメリカ、イギリス、オーストラリアの3カ国間によってAUKUSの創設が発表された。加えて、アメリカからオーストラリアに対し原子力潜水艦の技術供与も行われる。このため、シュフラン級原子力潜水艦の通常動力型（ブロック1A）を導入する計画は中止となる公算が高まった。